# Braunbuch

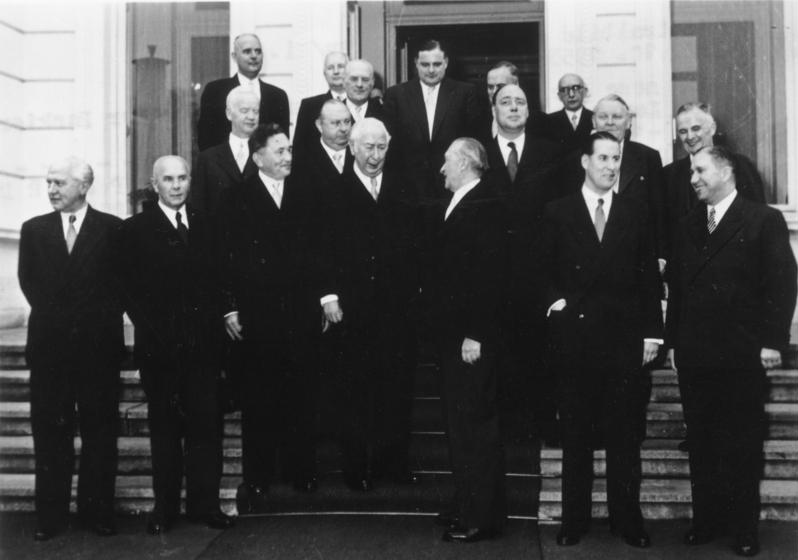
Drugi rząd Konrada Adenauera: Hermann Schäfer, Jakob Kaiser, Anton Storch, Theodor Heuss, Konrad Adenauer, Gerhard Schröder, Waldemar Kraft, Heinrich Lübke, Heinrich Hellwege, Victor-Emanuel Preusker, Ludwig Erhard, Robert Tillmanns, Franz Josef Strauß, Theodor Oberländer, Fritz Schäffer, Franz-Josef Wuermeling

Braunbuch. Kriegs- und Naziverbrecher in der Bundesrepublik. Staat, Wirtschaft, Armee, Verwaltung, Justiz, Wissenschaft (pol. Brunatna księga. Nazistowscy i wojenni zbrodniarze w Republice Federalnej Niemiec. Państwo, ekonomia, administracja, armia, sądy, nauka) – książka autorstwa Alberta Nordena, opublikowana w 1965 w Niemieckiej Republice Demokratycznej, zawierająca listę nazwisk funkcjonariuszy nazistowskich zajmujących wysokie stanowiska we wszystkich dziedzinach życia Republiki Federalnej Niemiec.

## Opis
Książka zawierała listę w sumie 1800 polityków i zachodnioniemieckich prominentów wywodzących się bezpośrednio z aparatu przedwojennej nazistowskiej administracji, wojska i policji. W publikacji ujęto życiorysy 15 ministrów oraz sekretarzy rządu RFN, 100 admirałów i generałów, 828 sędziów oraz prawników, 245 oficjeli Ministerstwa Spraw Zagranicznych RFN, pełniących kluczowe pozycje w konsulatach i ambasadach, 297 oficerów niemieckiego kontrwywiadu Bundesamt für Verfassungsschutz.
W książce opublikowano biografie oraz aktualne w owym czasie dane na temat wielu zbrodniarzy nazistowskich, którzy nie zostali ukarani za swoje zbrodnie w RFN, a także osoby, które obejmowały stanowiska w III Rzeszy, ale zostały pozytywnie zweryfikowane przez komisję denazifikacyjną. Znaleźli się w niej m.in.:
- Hans Krüger – do 1943 sędzia sądu powiatowego (niem. Landgericht) i sądu doraźnego (niem. Standgericht) w okupowanych Chojnicach, po wojnie przewodniczący Związku Wypędzonych, polityk CDU, poseł Bundestagu i federalny minister ds. wypędzonych w rządzie RFN[1].
- Hanns Martin Schleyer – przewodniczący Federalnego Zrzeszenia Niemieckich Organizacji Pracodawców był w czasie wojny członkiem SS.
- Theodor Oberländer – naukowiec Ostforschung, Reichsleiter nazistowskiej organizacji Bund Deutscher Osten w latach 1933–1937, a po wojnie minister ds. wypędzonych, uciekinierów i poszkodowanych przez wojnę w rządzie kanclerza Konrada Adenauera (1953–1960).
- Heinrich Lübke – podejrzewany, że w III Rzeszy jako architekt uczestniczył w projektowaniu obozów koncentracyjnych[2]. Po wojnie polityk CDU, prezydent Niemiec w latach 1959–1969.
- Kurt Georg Kiesinger – członek NSDAP, w latach 1940–1945 szef działu propagandy w ministerstwie spraw zagranicznych. Po wojnie honorowy przewodniczący CDU w Wirtembergii–Hohenzollern.
- Werner Ventzki – członek Waffen-SS, najbliższy współpracownik w sztabie Arthura Greisera. Brał udział w planowaniu i przeprowadzaniu masowych wysiedleń Polaków z Wielkopolski w latach 1939–1941[3]. Od 1947 jego nazwisko znajdowało się na liście zbrodniarzy wojennych. Po wojnie przedstawiciel Związkowego Ministerstwa ds. Wypędzonych, Uchodźców i Ofiar Wojny w Berlinie i starszy radca rządu w Bonn.

## Reakcje
Rząd federalny Niemiec skrytykował publikację ogłaszając ją spreparowanym komunistycznym kłamstwem. Później jednak po weryfikacji materiałów z książki wiele z nich okazało się prawdziwych. W reakcji na publikację Braunbuch podobna książka została wydana przez Olafa Kappelta także w RFN. Braunbuch DDR. Nazis in der DDR dla odmiany wymieniała dygnitarzy i oficjeli z nazistowską przeszłością pełniących kluczowe stanowiska w NRD.